# Liste der Heilungswunder in der Bibel
Diese Liste gibt einen Überblick über Heilungswunder in der Bibel.
Mit in die Liste eingeschlossen sind Dämonenaustreibungen, da Besessenheit durch unreine Geister in der Antike als Erklärung für Krankheiten wie psychische Störungen oder Epilepsie galt. Auch Totenerweckungen sind als Sonderform von Heilungen in diese Liste eingeschlossen.

## Heilungswunder im Alten Testament
| Wunder                                                                      | Bibelstelle                |
| --------------------------------------------------------------------------- | -------------------------- |
| Auferweckung des toten Sohns der Witwe von Sarepta durch Elija              | 1 Kön 17,17–24             |
| Auferweckung des toten Sohns der Schunemiterin durch Elisa                  | 2 Kön 4,8–37               |
| Heilung Naamans vom Aussatz durch Elisa                                     | 2 Kön 5,1–16               |
| Lebendigwerdung eines Mannes durch die Berührung der Totengebeine des Elisa | 2 Kön 13,21                |
| Heilung König Hiskias                                                       | 2 Kön 20,1–11 , Jes 38,1–8 |

## Heilungswunder Jesu
| Wunder                                                                 | Bibelstelle                             |
| ---------------------------------------------------------------------- | --------------------------------------- |
| Heilung eines Besessenen in der Synagoge in Kapernaum                  | Mk 1,21–28 , Lk 4,31–37                 |
| Heilung der Schwiegermutter des Petrus und weiterer Kranker            | Mt 8,14–17 , Mk 1,29–34 , Lk 4,38–41    |
| Krankenheilung in Galiläa                                              | Mt 4,23–25                              |
| Heilung eines Aussätzigen                                              | Mt 8,1–4 , Mk 1,40–45 , Lk 5,12–16      |
| Heilung des Dieners des Hauptmanns von Kafarnaum                       | Mt 8,5–13 , Lk 7,1–10                   |
| Heilung zweier Besessener in der Gegend der Gadarener                  | Mt 8,28–34 , Lk 8,26–39 , Mk 5,1-17     |
| Heilung eines Gelähmten                                                | Mt 9,1–8 , Mk 2,1–12 , Lk 5,17–26       |
| Heilung der blutflüssigen Frau und Auferweckung der Tochter des Jaïrus | Mt 9,18–26 , Mk 5,21–43 , Lk 8,40–56    |
| Heilung zweier Blinder                                                 | Mt 9,27–31                              |
| Heilung eines Stummen                                                  | Mt 9,32–34 , Lk 11,14–16                |
| Heilung eines Menschen mit verdorrter Hand am Sabbat                   | Mt 12,9–14 , Mk 3,1–6 , Lk 6,6–11       |
| Auferweckung des Jüngling von Naïn                                     | Lk 7,11–17                              |
| Heilungen am See Genezareth                                            | Mt 14,34–36 , Mk 6,53–56                |
| Fernheilung der Tochter einer kanaanäischen Frau                       | Mt 15,21–28 , Mk 7,24–30                |
| Weitere Heilungen am Galiläischen Meer                                 | Mt 15,29–31 , Mk 7,31–37                |
| Blindenheilung in Bethsaida                                            | Mk 8,22–26                              |
| Heilung eines epileptischen Knaben                                     | Mt 17,14–21 , Mk 9,14–29 , Lk 9,38–42   |
| Heilung eines blinden und stummen Mannes                               | Mt 12,22                                |
| Heilung einer verkrümmten Frau am Sabbat                               | Lk 13,10–17                             |
| Heilung eines Wassersüchtigen am Sabbat                                | Lk 14,1–6                               |
| Heilung der zehn Aussätzigen                                           | Lk 17,11–19                             |
| Blindenheilung bei Jericho                                             | Mt 20,29–34 , Mk 10,46–52 , Lk 18,35–43 |
| Heilung des Ohrs des Knechts des Hohenpriesters                        | Lk 22,51                                |
| Heilung des Sohnes eines königlichen Beamten in Kapernaum              | Joh 4,46–53                             |
| Heilung des Gelähmten in Bethesda                                      | Joh 5,1–18                              |
| Heilung eines Blindgeborenen am Teich Siloah                           | Joh 9,1–7                               |
| Auferweckung des Lazarus                                               | Joh 11,1–44                             |

## Weitere Heilungswunder im Neuen Testament
Der Auftrag und die Macht zu Heilen wurde von Jesus auch an seine Jünger weitergegeben:

„Er rief aber die Zwölf zusammen und gab ihnen Gewalt und Macht über alle Dämonen und dass sie Krankheiten heilen konnten und sandte sie aus, zu predigen das Reich Gottes und zu heilen die Kranken.“

| Wunder                                                                                 | Bibelstelle                 |
| -------------------------------------------------------------------------------------- | --------------------------- |
| Heilungswunder durch die ausgesandten Jünger                                           | Mt 10,1 , Mk 6,13 , Lk 9,11 |
| Dämonenaustreibung im Namen Jesu durch einen Nicht-Jünger                              | Mk 9,38–41 , Lk 9,49–50     |
| Heilung eines Gelähmten durch Petrus                                                   | Apg 3,1–16                  |
| Unbestimmte Zahl von Heilungen durch Petrus in Jerusalem                               | Apg 5,12–16                 |
| Heilung von vielen Besessenen, Gelähmten und Verkrüppelten durch Philippus in Samarien | Apg 8,7                     |
| Heilung des erblindeten Saulus                                                         | Apg 9,17–18                 |
| Heilung des Äneas                                                                      | Apg 9,33–35                 |
| Auferweckung der Tabita                                                                | Apg 9,36–42                 |
| Heilung eines Gelähmten in Lystra                                                      | Apg 14,8–10                 |
| Krankenheilungen in Ephesus                                                            | Apg 19,12                   |
| Auferweckung des Eutychus durch Paulus                                                 | Apg 20,8–12                 |
| Heilung des Vaters des Publius und anderer Kranker auf Malta                           | Apg 28,8–9                  |
| Heilung des todkranken Epaphroditus                                                    | Phil 2,25–27                |